# 小行星1576
小行星1576（1576 Fabiola）是一颗绕太阳运转的小行星，为主小行星带小行星。该小行星于1948年9月30日发现。
該小行星以比利時王后法比奧拉命名。

## 轨道参数
小行星1576的轨道半长轴为3.1452102 UA，离心率为0.173。